# Schlankseggenried

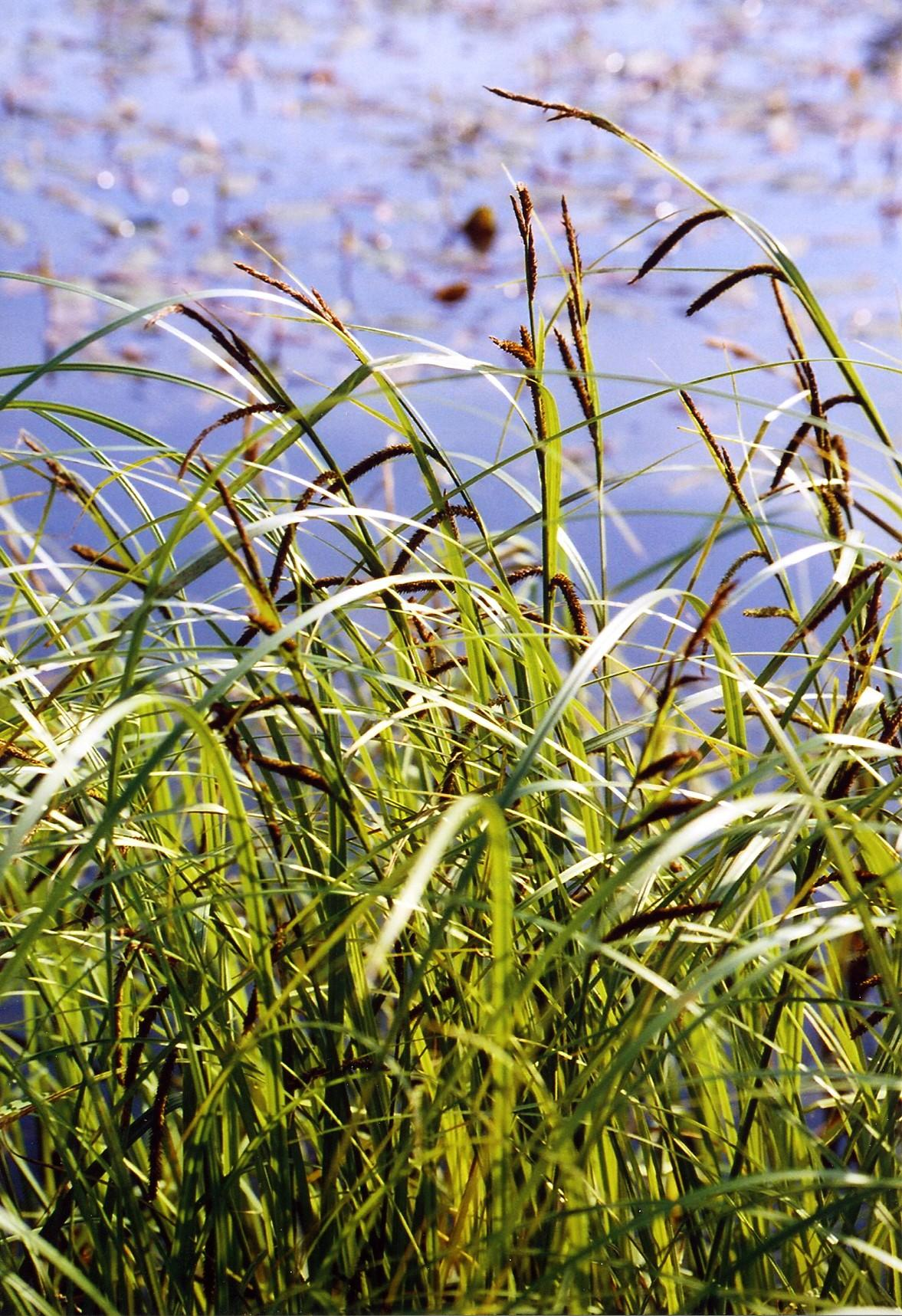
Schlanksegge (Carex acuta)

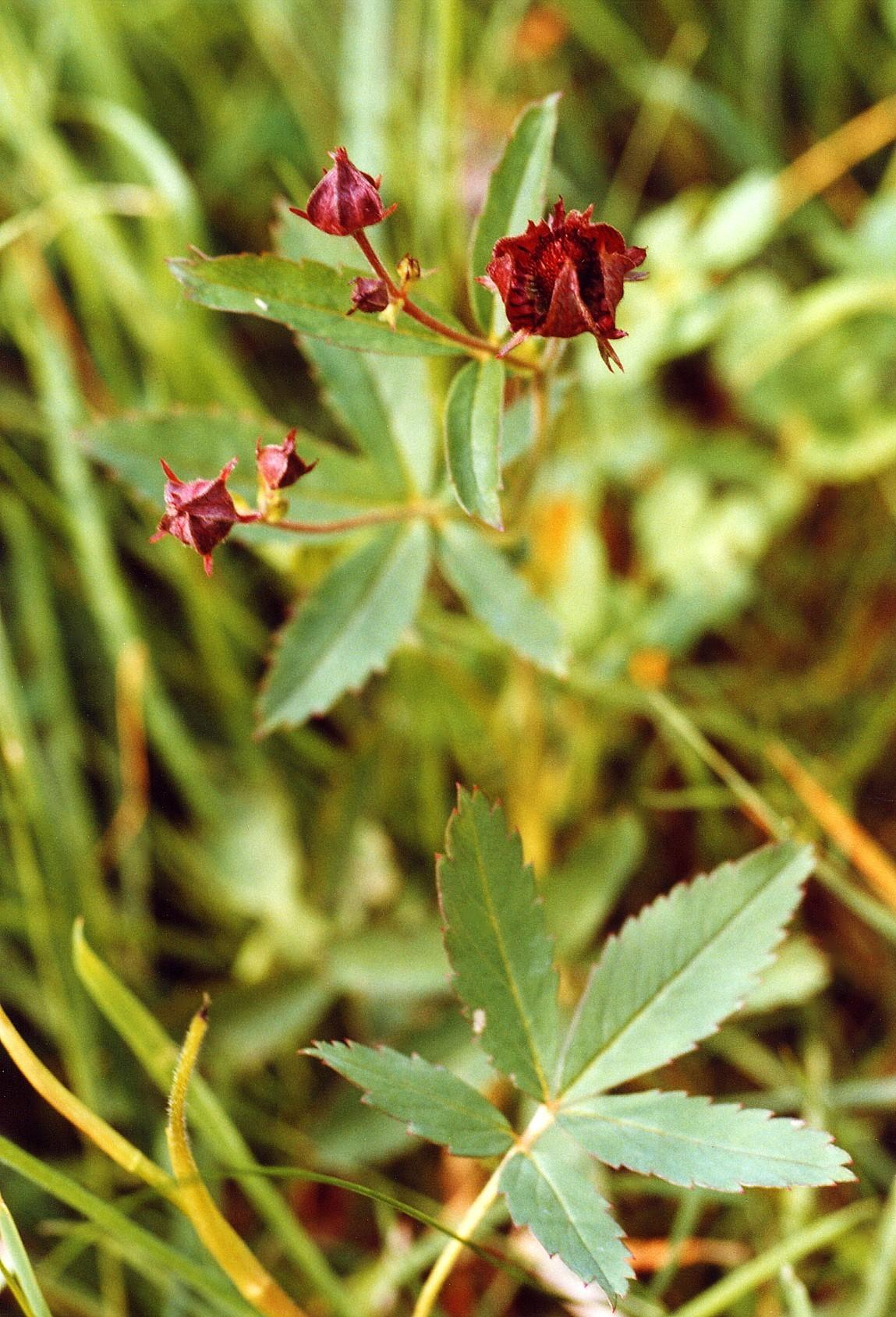
Sumpf-Blutauge (Potentilla palustris)

Das Schlankseggenried (Caricetum gracilis; auch: Spitzseggenried) ist eine Pflanzengesellschaft, deren Kennart die Schlank-Segge (Carex acuta = Carex gracilis) ist.
Typische Standorte sind Ufer von Gräben und Teichen sowie tiefliegende Senken in feuchten Wiesen mit hohem Grundwasserstand auf nährstoff- und basenreichen Böden, die periodisch überflutet werden. Bevorzugt werden im Allgemeinen nasse, meso-eutrophe, jedoch wenig mit Stickstoff versorgte Niedermoortorfe, Anmoor-, Moor- und Nassgleye.
Bei Schlankseggenrieden handelt es sich häufig nicht um primäre Verlandungsgesellschaften, sondern um brachgefallene sekundäre Ersatzgesellschaften von Talauen-Erlenbrüchern oder Auenwäldern innerhalb ehemals extensiv genutzten Grünlands.
Die Bestände beschränken sich meist auf den Hochflutbereich mit hoch anstehendem, gering schwankendem und schwach bewegtem Grundwasser. Im Winter oder Frühjahr kann es durch zutage tretendes Grundwasser oder Hochwasser überflutet werden. Die Schlanksegge besitzt nach Entwässerung der Standorte ein langes Überdauerungsvermögen; bei besserer Belüftung der Böden wird sie dagegen von Arten wie dem Rohrglanzgras (Phalaris arundinacea) verdrängt.
Typische Untergesellschaften (Subassoziationen) bestehen unter anderem mit Mädesüß (Filipendula) auf entwässerten und eutrophierten Standorten und Sumpf-Blutauge (Potentilla palustris) bei ungünstiger Nährstoffversorgung auf sauren Niedermoorböden.